# Xã Jasper, Quận Dallas, Missouri
Xã Jasper (tiếng Anh: Jasper Township) là một xã thuộc quận Dallas, tiểu bang Missouri, Hoa Kỳ. Năm 2010, dân số của xã này là 1.019 người.